# Machaerium opacum
Machaerium opacum är en ärtväxtart som beskrevs av Julius Rudolph Theodor Vogel. Machaerium opacum ingår i släktet Machaerium och familjen ärtväxter.

## Underarter
Arten delas in i följande underarter:
- M. o. opacum
- M. o. rotundatum